# 九世之乱
九世之乱是商朝自商王中丁后，连续发生王位纷争，又屡次迁都，使王朝中衰、诸侯离叛的事件。这一动乱历经中丁、外壬、河亶甲、祖乙、祖辛、沃甲、祖丁、南庚、阳甲九王，故名“九世之乱”。
九世之乱延续近百年，直到盘庚迁殷后才最终结束。

## 过程
中丁是商王大戊的儿子，在位时将商朝首都自亳迁至嚣（今河南省郑州市附近，一说在今河南省荥阳市东北），又出兵攻打蓝夷。中丁死后，他的兄弟们凭借个人的势力争夺王位。中丁的弟弟外壬在中丁死后继位，造成商朝一百多年王位继承的混乱。
外壬在位时，商朝开始有衰落的迹象，邳和侁两个部族反叛商。外壬死后，他的弟弟河亶甲继位。河亶甲是商王大戊的儿子、商王仲丁、外壬的弟弟。河亶甲在位期间多次发动对外战争，致使商朝国力再度衰落。他曾迁都于相（今河南省内黄县境内），出兵征伐蓝夷和班方，并先后派彭伯、韦伯征服背叛的邳和侁部落。河亶甲死后，他的儿子祖乙继位。祖乙先将国都由相迁至耿（今河南省温县东），后因洪水毁坏又迁都于庇（今山东省定陶县）。祖乙在位时重用贤臣巫贤，使商朝国运再度中兴。祖乙死后由他的儿子祖辛继位。祖辛死后由他的弟弟沃甲继位。沃甲死后由他的侄子、祖辛的儿子祖丁继位。祖丁死后由他的堂弟、商王沃甲的儿子南庚继位，南庚在位时将国都由庇迁至奄（今山东省曲阜市）。南庚死后由祖丁的儿子阳甲继位。阳甲在位时，商朝国力再度衰落。

## 影响
九世之乱使商朝兄终弟及与父死子继相结合的王位继承制度遭到破坏，商朝统治力量遭到严重削弱，无力再顾及四方诸侯、方国，诸侯不再向商朝朝见纳贡。少数民族趁机发动叛乱，日益威胁着商朝的统治。混乱使商朝贵族内部矛盾更为激化，王室贵族或倨傲放肆、或淫逸奢侈，离心力日增。

## 后续
阳甲的弟弟的盘庚继位后，迁都至殷（今河南省安阳市西北殷都区小屯村），使商朝不长期定居、到处迁移的历史从此结束。商朝国力得到恢复，人民生活开始安定，诸侯又来朝见。据《竹书纪年》记载，直到商纣王亡国，整整二百七十三年商朝再未迁都。

## 质疑
九世之乱的说法仅见于《史记·卷三·殷本纪》，梁玉绳所著《史记质疑》认为九世之乱期间有祖乙中兴，而中丁、外壬、河亶甲三代符合商朝兄终弟及的传统，中丁之前的雍己、大戊，阳甲之后的盘庚、小辛、小乙也是如此继承，所以九世之乱的说法存在质疑。